# Úlcera

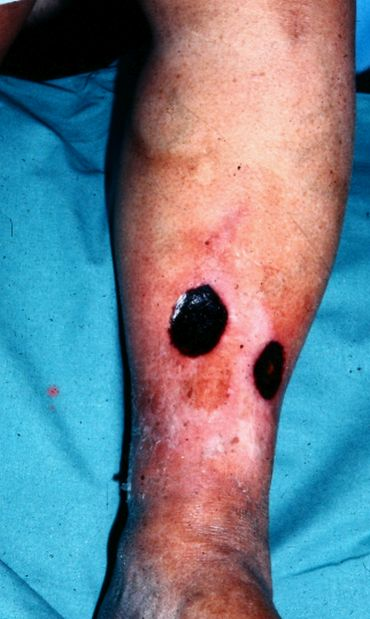
Úlceres isquèmiques a la cama.

Una úlcera o nafra és una pèrdua de continuïtat a la pell o d'una membrana mucosa, acompanyada per la desintegració de teixit.
Una úlcera cutània sovint és visible en cas d'exposició a l'escalfor o el fred, irritació, o un problema amb circulació sanguínia. També poden ser causades per una manca de mobilitat, que causa pressió prolongada als teixits. Aquest estrès en la circulació sanguínia es transforma en una úlcera cutània, comunament coneguda com o úlceres de decúbit. Les úlceres ocasionades per una traumatisme físic s'anomenen úlceres traumàtiques. També poden ser ocasionades per alguns tipus d'infeccions o produir-se sobre tumors.
Les úlceres poden ocasionar la pèrdua completa de l'epidermis i sovint porcions de la derma i la hipodermis. Les úlceres són més comunes a la pell de les extremitats baixes i al tracte gastrointestinal. Una úlcera que apareix a la pell sovint és visible com un teixit inflamat amb una àrea de pell enrogida. Les úlceres sovint s'infecten amb formació de pus.

## Símptomes
Les úlceres de pells semblen cràters oberts, sovint són rodones, amb capes de pell que s'han erosionat. La pell al voltant de l'úlcera pot ser vermella, augmentada i tendra. Els pacients poden sentir dolor a la pell al voltant de l'úlcera, i el fluid pot rajar de l'úlcera. En alguns casos, les úlceres poden sagnar i, rarament, els pacients experimenten febre. Les úlceres a vegades sembla que no es curin; la curació, si ocorre, tendeix a ser lenta. Les úlceres que es curen dins de 12 setmanes es classifiquen normalment com agudes, i les més duradores com cròniques.
Les úlceres es desenvolupen en etapes. En la primera etapa la pell és vermella amb teixit subjacent suau. En la segona etapa l'enrogiment de la pell esdevé més pronunciada, apareix inflamació, i hi pot haver algunes butllofes i pèrdua de capes d'epidermis. Durant la pròxima etapa, la pell es pot tornar necròtica cap a capes més profundes de la pell, i el greix sota la pell es pot exposar i fer-se visible. En la quarta etapa, normalment ocorre una necrosi més profunda, el greix sota la pell està exposat completament, i el múscul també es pot tornar exposat. En les dues últimes etapes la nafra pot provocar una pèrdua més profunda de greix i necrosi del múscul; en casos severs es pot estendre fins a nivell de l'os, pot començar la destrucció de l'os, i hi pot haver sèpsia de les articulacions.
Les úlceres cròniques poden ser doloroses. La majoria dels pacients es queixen de dolor constant nit i dia. Els símptomes d'úlceres cròniques normalment inclouen augment del dolor, teixit de granulació friable, olor bruta, i empitjorament de la ferida en comptes de curar-se. Els símptomes tendeixen a empitjorar una vegada que la ferida s'ha infectat.
Les úlceres venoses que poden aparèixer a la part baixa de la cama, damunt del panxell o al turmell normalment provoquen adoloriment i cames inflades. Si aquestes úlceres s'infecten poden desenvolupar una olor desagradable, tendresa i enrogiment augmentat. Abans que l'úlcera estableixi de manera definitiva, hi pot haver una pell vermella o morada fosca sobre l'àrea afectada així com un engruiximent, assecament i picor a la pell.
Encara que les úlceres cutànies no semblen de gran preocupació a primer cop d'ull, són condicions especialment preocupants en gent que pateix de la diabetis, com estan en perill de desenvolupar neuropatia diabètica.
Les úlceres també poden aparèixer a les galtes, al paladar tou, a la llengua, i a l'interior de llavi. Aquestes úlceres normalment duren de 7 a 14 dies i poden ser doloroses.

## Causes
Les ferides que causen les úlceres poden ser provocades per una àmplia varietat de factors, però la causa principal subjacent és el deteriorament de la circulació sanguínia. Especialment, les ferides cròniques i úlceres són provocades per la circulació pobra, qualsevol a través de problemes cardiovasculars o pressió externa d'un llit o una cadira de rodes. Un tipus molt comú i perillós d'úlceres són causades què s'anomenen nafres sensibles a pressió, més comunament anomenades nafres de llit i que són freqüents en gent que està prostrada o que utilitza cadires de rodes períodes perllongats. Altres causes que produeixen úlceres inclouen infeccions bacterianes o víriques, infeccions micòtiques i càncers. Els trastorns sanguinis i les ferides cròniques també poden ocasionar úlceres.
Les úlceres varicoses a causa de circulació deteriorada o un trastorn de flux de sang són més comunes en els ancians.

## Tractament
Les úlceres cutànies poden trigar molt de temps a curar-se. Típicament, el tractament ha d'evitar la infecció de l'úlcera, retirar qualsevol excés de supuració, mantenir un ambient enrotllat humit, controlar l'edema, i alleujar el dolor provocat per dany de nervis i teixits.
Els antibiòtics tòpics s'usen normalment per evitar que l'úlcera s'infecti, i la ferida o úlcera es manté normalment lliure de teixit mort per mitjà d'un curetatge quirúrgic.
Comunament, com a part del tractament, als pacients se'ls aconsella canviar el seu estil de vida si és possible i canviar el seu règim. Millorar la circulació és important per a tractar úlceres cutànies, i normalment es recomana als pacients fer exercici, deixar de fumar i perdre pes.
Als darrers anys, els avenços han accelerat la curació de ferides cròniques i úlceres. Les ferides cròniques produeixen menys hormones de creixement del necessari per al teixit que es cura, i pot accelerar-se la curació reemplaçant o estimulant factors de creixement mentre controlen la formació d'altres substàncies que funcionen contra elles.
Les úlceres a les cames es poden evitar utilitzant mitges de compressió per evitar que la sang s'acumuli a les extremitats i ajudar al flux sanguini de retorn. És probable que una persona que ha tingut una úlcera cutània en tindrà una altra vegada; l'ús de mitges de compressió cada dia durant com a mínim 5 anys després de la curació de l'úlcera cutània pot ajudar a evitar la seva recurrència.